# Typhlops tenuis
Typhlops tenuis là một loài rắn trong họ Typhlopidae. Loài này được Salvin mô tả khoa học đầu tiên năm 1860.